# Ternaard
Ternaard est un village de la commune néerlandaise de Noardeast-Fryslân, situé dans la province de Frise.

## Géographie
Le village est situé dans le nord de la Frise, au bord de la mer des Wadden, à 7 km au nord de Dokkum.

## Histoire
Ternaard est le chef-lieu de la commune de Westdongeradeel avant 1984 puis fait partie de Dongeradeel avant le 1er janvier 2019, où celle-ci est supprimée et fusionnée avec Ferwerderadiel et Kollumerland en Nieuwkruisland pour former la nouvelle commune de Noardeast-Fryslân.

## Démographie
Le 1er janvier 2018, le village comptait 1 325 habitants.